# Ishania mundella
Ishania mundella là một loài nhện trong họ Zodariidae.
Loài này thuộc chi Ishania. Ishania mundella được Willis J. Gertsch & Michael Davis miêu tả năm 1940.